# 佩利尼亞
51°24′36″N 30°43′35″E / 51.41000°N 30.72639°E
佩利尼亞（烏克蘭語：Пильня），是烏克蘭北部切爾尼希夫州切爾尼希夫區米哈伊洛-科秋宾斯凯市镇的村落。始建於1754年，面積0.14平方公里，海拔高度114米，2001年人口48，人口密度每平方公里342.9人。